# Oriol Romero-Isart
Oriol Romero-Isart (Terrassa, 1981) és un físic català, director de l'Institut de Ciències Fotòniques des de setembre de 2024.
Nascut a Terrassa, es va llicenciar en física a la Universitat Autònoma de Barcelona, universitat on també faria el doctorat. Durant la dècada de 2010 va estar treballant a l'Institut Max Planck d’Òptica Quàntica (MPQ). Posteriorment, l'any 2013, es va unir com a professor a la Universitat d'Innsbruck i va establir el seu grup de recerca l'Institut d'Òptica i Informació Quàntica de l’Acadèmia Austríaca de Ciències (IQOQI).
Pel que a la seva recerca, s'ha especialitzat en camps de l'òptica quàntica teòrica i la física quàntica mesoscòpica en el context de la ciència i la tecnologia quàntiques, així com en l'àmbit de la informació quàntica.
El febrer de 2024, el Patronat de l'ICFO aprova el seu nomenament com a nou cap de grup de recerca ICREA a l'ICFO, i com a director de l'institut a partir del setembre de 2024, succeint el professor Lluís Torner.